# Assassinatos do lago Bodom
Os assassinatos do lago Bodom é um dos casos de homicídio não resolvidos mais famosos da história criminal finlandesa. Em 5 de junho de 1960, no lago Bodom, duas jovens de 15 anos, Maila Irmeli Björklund e Anja Tuulikki Mäki, e um jovem de 18 anos, Seppo Antero Boisman, foram mortos por facadas e traumatismo contuso na cabeça, enquanto dormiam dentro de uma barraca. O quarto jovem, então com 18 anos, Nils Wilhelm Gustafsson, foi encontrado fora da barraca gravemente ferido. Apesar de extensas investigações, o criminoso nunca foi identificado, e várias teorias sobre a identidade do assassino foram apresentadas ao longo dos anos. Gustafsson foi preso inesperadamente por suspeita de assassinato em 2004, mas não foi considerado culpado no ano seguinte. A identidade do assassino do lago Bodom nunca foi descoberta.

## Os assassinatos
No sábado, 4 de junho de 1960, quatro adolescentes finlandeses decidiram acampar ao longo da margem do lago Bodom (em finlandês: Bodominjärvi, sueco: Bodom träsk), perto da cidade de Oittaa, em Espoo. Maila Irmeli Björklund e Anja Tuulikki Mäki tinham quinze anos na época; estavam acompanhados pelos namorados de dezoito anos, Seppo Antero Boisman e Nils Wilhelm Gustafsson.
Em algum momento entre as 04:00 e as 06:00 (EET), durante as primeiras horas da manhã de domingo, 5 de junho de 1960, Mäki, Björklund e Boisman foram todos esfaqueados e espancados até a morte por um agressor desconhecido. Gustafsson, o único sobrevivente do massacre, sofreu uma concussão, fraturas na mandíbula e ossos faciais e contusões no rosto, mas sobreviveu. Ele afirmou depois que viu um atacante vestido de preto e vermelho brilhante vindo em sua direção.
Por volta das 6 horas da manhã, um grupo de observadores de aves que estavam a alguma distância dali afirmaram ter supostamente visto a barraca desabar e um homem loiro saindo do local.  Os corpos das vítimas foram descobertos por volta das 11 horas por um carpinteiro chamado Esko Oiva Johansson. Ele alertou a polícia, que chegou ao local ao meio-dia.

## Investigação inicial

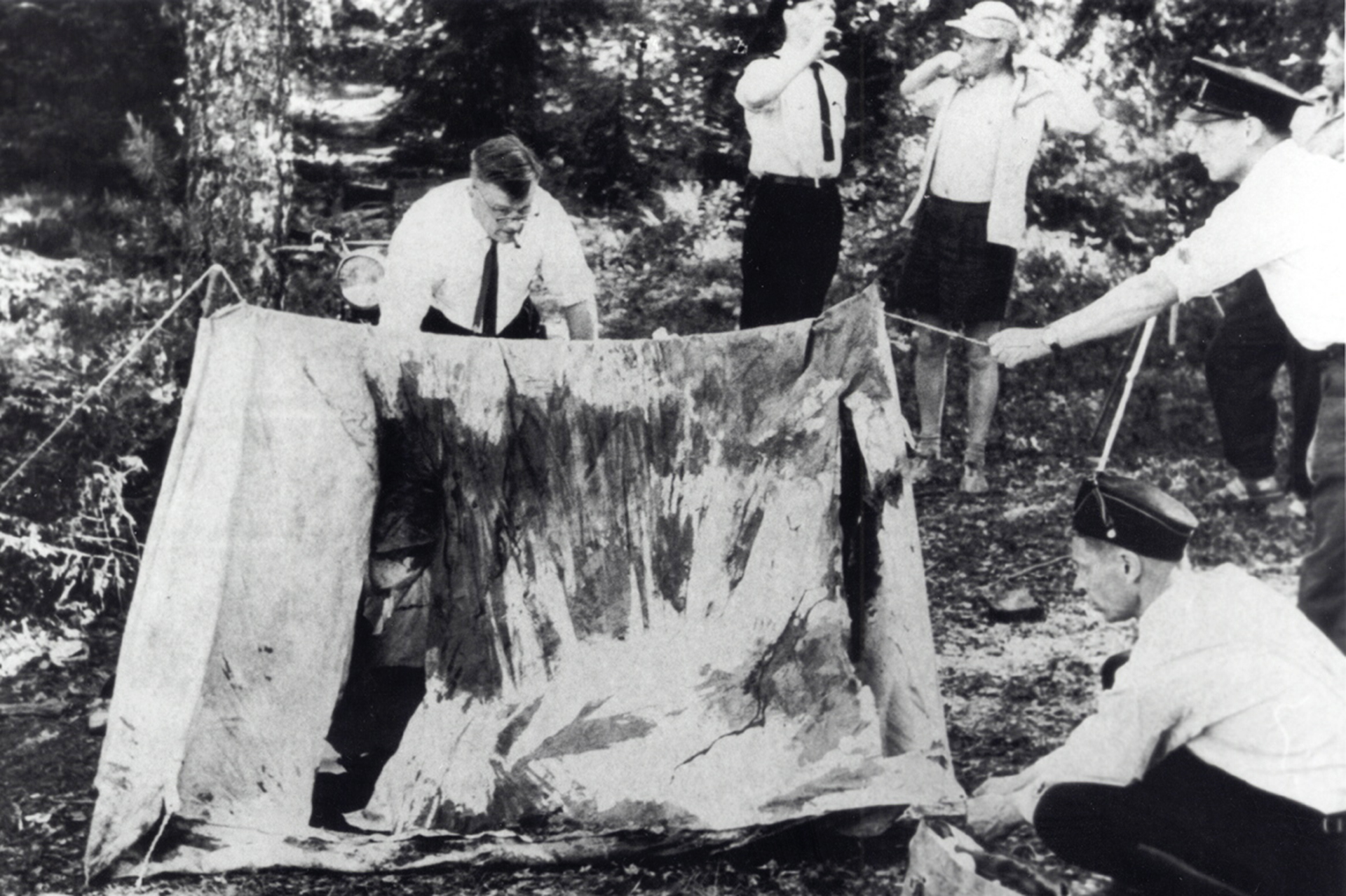
A barraca foi investigada imediatamente após os assassinatos.

O assassino não feriu as vítimas de dentro da barraca, mas atacou os ocupantes do lado de fora com uma faca e um objeto contundente não identificado pelas laterais da barraca. As armas do crime nunca foram localizadas. O assassino pegou vários itens que os detetives acharam intrigantes, incluindo as chaves das motos das vítimas, que foram deixadas para trás. Mais tarde, os sapatos de Gustafsson foram descobertos parcialmente escondidos a aproximadamente 500 metros do local do assassinato. A polícia não isolou o local nem registrou os detalhes da cena (mais tarde vista como um grande erro) e quase imediatamente permitiu que uma multidão de policiais e outras pessoas passeasse e perturbasse as evidências. O erro foi ainda mais exacerbado ao chamar soldados para ajudar na busca ao redor do lago pelos itens que faltavam, muitos dos quais nunca foram encontrados.
Björklund, a namorada de Gustafsson, foi encontrada despida da cintura para baixo e estava no topo da barraca, e havia sofrido o maior número de ferimentos de todas as vítimas. Ela foi esfaqueada várias vezes após sua morte, enquanto os outros dois adolescentes foram mortos com menos brutalidade. Gustafsson também foi encontrado deitado no topo da barraca.

## Suspeitos
Houve numerosos suspeitos ao longo da investigação dos assassinatos no lago Bodom, mas os seguintes são os mais notáveis.

### Valdemar Gyllström
Muitas pessoas locais suspeitavam que Karl Valdemar Gyllström, um detentor de quiosques de Oittaa conhecido por ser hostil em relação aos campistas. A polícia não encontrou provas concretas para ligá-lo aos assassinatos reais. Eles eram céticos em relação às supostas confissões que ele teria feito porque o consideravam perturbado. Ele se afogou no lago Bodom em 1969, provavelmente por suicídio. As pessoas na cidade sabiam que Gyllström era violento, ele derrubava barracas, atirava pedras nas pessoas que passavam em sua rua, e alguns disseram mais tarde que era Gyllström que eles viram voltar da cena do crime, mas estavam com muito medo de denunciar à polícia sobre ele. A polícia nunca fez testes de DNA de Gyllström e agora é tarde demais, mas um livro lançado em 2006 traz a teoria em detalhes. O livro também afirma que a polícia quase imediatamente ignorou muito mais evidências anteriormente desconhecidas do público por causa de barreiras linguísticas, entre outras coisas.

### Hans Assmann
A maior parte das suspeitas públicas se concentrou em Hans Assmann, que morava a vários quilômetros da margem do lago Bodom. Uma série de livros populares promulgou uma teoria de Assmann cometer os assassinatos de Bodom e outros assassinatos. Não foi levado a sério pela polícia, pois Assmann tinha um álibi para a noite dos assassinatos de Bodom (e foi dito ter estado na Alemanha durante o tempo de outro assassinato). Na manhã de 6 de junho de 1960, ele apareceu em um hospital em Helsinque com roupas ensanguentadas.

## A prisão e julgamento de Nils Gustafsson
No final de março de 2004, quase 44 anos após o evento, Gustafsson (não suspeito do caso até onde o público sabia) foi preso. No início de 2005, o Bureau Nacional de Investigação da Finlândia declarou que o caso foi resolvido com base em novas análises forenses. Segundo o comunicado, Gustafsson estava bêbado e excluído da barraca quando atacou o outro garoto, quebrando a mandíbula em uma luta que o levou a cometer três assassinatos.
O julgamento começou em 4 de agosto de 2005. O advogado de defesa de Gustafsson argumentou que os assassinatos foram obra de um ou mais forasteiros e que Gustafsson seria incapaz de matar três pessoas, dada a extensão de seus ferimentos. Sempre se soube que os sapatos usados pelo assassino e deixados por ele a 500 metros pertenciam a Gustafsson, que foi encontrado descalço. A análise moderna do DNA foi significativa para a acusação, pois mostrou que o sangue das três vítimas assassinadas estava no lugar, mas o de Gustafsson estava completamente ausente. A promotoria disse que seguiu que Gustafsson deveria ter sido esfaqueado em um momento diferente do ataque às vítimas assassinadas, e que a única explicação disso era que as feridas de faca de Gustafsson foram autoinfligidas depois que ele cometeu os assassinatos e tirou os sapatos. A promotoria tentou apoiar o caso com a identificação de dois observadores de aves de Gustafsson como o homem que eles observaram no local do crime e uma afirmação de que, enquanto estava sob custódia, ele fez uma observação incriminadora.  Em 7 de outubro de 2005, Gustafsson foi absolvido de todas as acusações.  O Estado da Finlândia pagou a ele 44.900 euros pelo sofrimento mental causado pelo longo período de prisão preventiva, mas ele foi impedido de processar os jornais finlandeses por difamação.

## Influência dos assassinatos na cultura popular
A banda finlandesa de death metal melódico Children of Bodom escolheu este misterioso acontecimento como inspiração para o nome de sua banda e suas letras.